# Baiomys
Baiomys es un género de roedores que pertenecen a la familia Cricetidae. Incluye a 2 especies nativas de América.

## Especies
Se reconocen las siguientes especies:
- Baiomys musculus (Merriam, 1892)
- Baiomys taylori (Thomas, 1887)